# La Danse, le ballet de l'Opéra de Paris
Pour plus de détails, voir Fiche technique et Distribution.
La Danse, le ballet de l'Opéra de Paris est un  documentaire français de Frederick Wiseman sorti en 2009

## Synopsis
Des coulisses des ateliers aux représentations publiques, Frederick Wiseman a installé sa caméra au cœur de l'Opéra de Paris pendant 7 semaines. Le ballet de l'Opéra de Paris est l'une des plus importantes et des plus anciennes compagnies de danse classique au monde. Le cinéaste suit les différentes étapes de la vie d’un danseur pour devenir étoile, depuis l'école de l'Opéra jusqu'au Palais Garnier. Frederick Wiseman filme la vie quotidienne de l'institution à travers les répétitions et la production de différents ballets :
- Genus de Wayne McGregor
- La Maison de Bernarda de Mats Ek
- Le Songe de Médée d'Angelin Preljocaj
- Paquita de Pierre Lacotte, Joseph Mazilier et Marius Petipa
- Orpheus und Eurydike de Pina Bausch
- Roméo et Juliette de Sasha Waltz
- Casse-noisette de Rudolf Nureyev[2]

## Fiche technique
- Titre : La Danse, le ballet de l'Opéra de Paris
- Réalisation : Frederick Wiseman
- Directeur de la photographie : John Davey
- Monteuse : Valérie Pico
- Monteur son : Hervé Guyader
- Compositeur : Joby Talbot et Benjamin Wynn
- Mixage : Emmanuel Croset
- Production : Idéale Audience et Zipporah Films
- Genre : documentaire
- Durée : 150 minutes
- Date de sortie : France : 7 octobre 2009[3]

## Distribution
- La directrice de la danse à l'Opéra de paris : Brigitte Lefèvre
- Les danseurs étoiles de l'Opéra de paris :
  - Émilie Cozette
  - Aurélie Dupont
  - Dorothée Gilbert
  - Marie-Agnès Gillot
  - Agnès Letestu
  - Delphine Moussin
  - Kader Belarbi
  - Clairemarie Osta
  - Laetitia Pujol
  - Jérémie Bélingard
  - Mathieu Ganio
  - Manuel Legris
  - Nicolas Le Riche
  - José Martinez
  - Hervé Moreau
  - Benjamin Pech
  - Wilfried Romoli

avec le corps de ballet de l’Opéra national de Paris, l’Orchestre de l’Opéra national de Paris, l’École de danse de l’Opéra national de Paris.

## Distinctions
La Danse, le ballet de l'Opéra de Paris a été nommé pour le César du Meilleur documentaire en 2010 